# Roca Valencia
La Roca Valencia es una de las rocas de las festividades del Corpus Christi de la ciudad de Valencia.

## Historia
Esta roca fue construida en 1855 con motivo del cuarto centenario de la canonización de San Vicente Ferrer. Dado que la fecha es moderna, los detalles de su construcción son conocidos.
La construcción del carro triunfal se hizo rápidamente, apoyada por figuras del gobierno municipal como Vicente Piñó Ansaldo (segundo alcalde), Timoteo Liern (secretario) o Vicente Boix (cronista oficial). El proyecto fue aprobado por la Academia de Bellas Artes de San Carlos.
Luis Téllez dirigió los trabajos. Antonio Marzo esculpió la figura principal y las alegóricas. También participaron el tallista José Puchol, el dorador Benito Lleonart, los carpinteros José Gil y Ramón Monzó, y el maestro de carruajes Vicente Balader.
La instalación de cables eléctricos para el tranvía en 1912 llevó a la reducción de la altura de las rocas. En el caso de la Roca Valencia, se le rebajaron treinta centímetros de su pedestal.

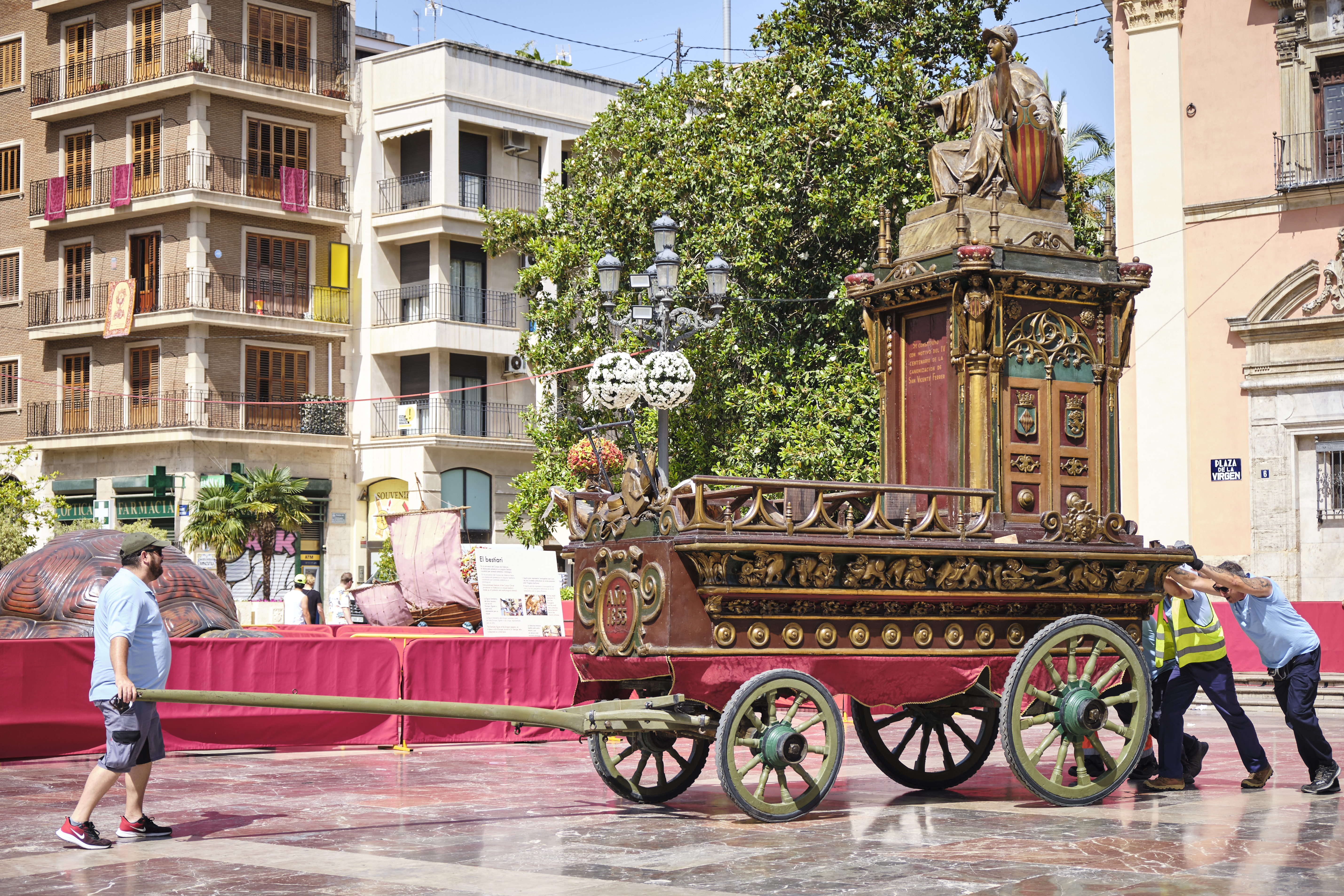
Preparativos de la Procesión

Fue restaurada en 1867 por Pedro Luis Bru y nuevamente en 1959 por Luis Roig de Alós, a consecuencia de la riada de 1957. Roig de Alós comentaba que entre su construcción y la rehabilitación de 1959, la Roca Valencia había sido pintada en 1940, además de muy retocada con anterioridad. La policromía y los dorados habían sido perdidos de forma casi total.

## Descripción
Parte de los materiales empleados provenían de la antigua Casa de la Ciudad. Se trataba de artesonados y otras piezas monumentales góticas y renacentistas. Tramoyeres sostiene que procedían del Saló Gran donde se reunía el Consejo General -la Sala del Consell- aunque no existen otras fuentes que confirmen con exactitud la parte del edificio de donde provenían. De todas maneras, son escasas piezas medievales que sobreviven del edificio.

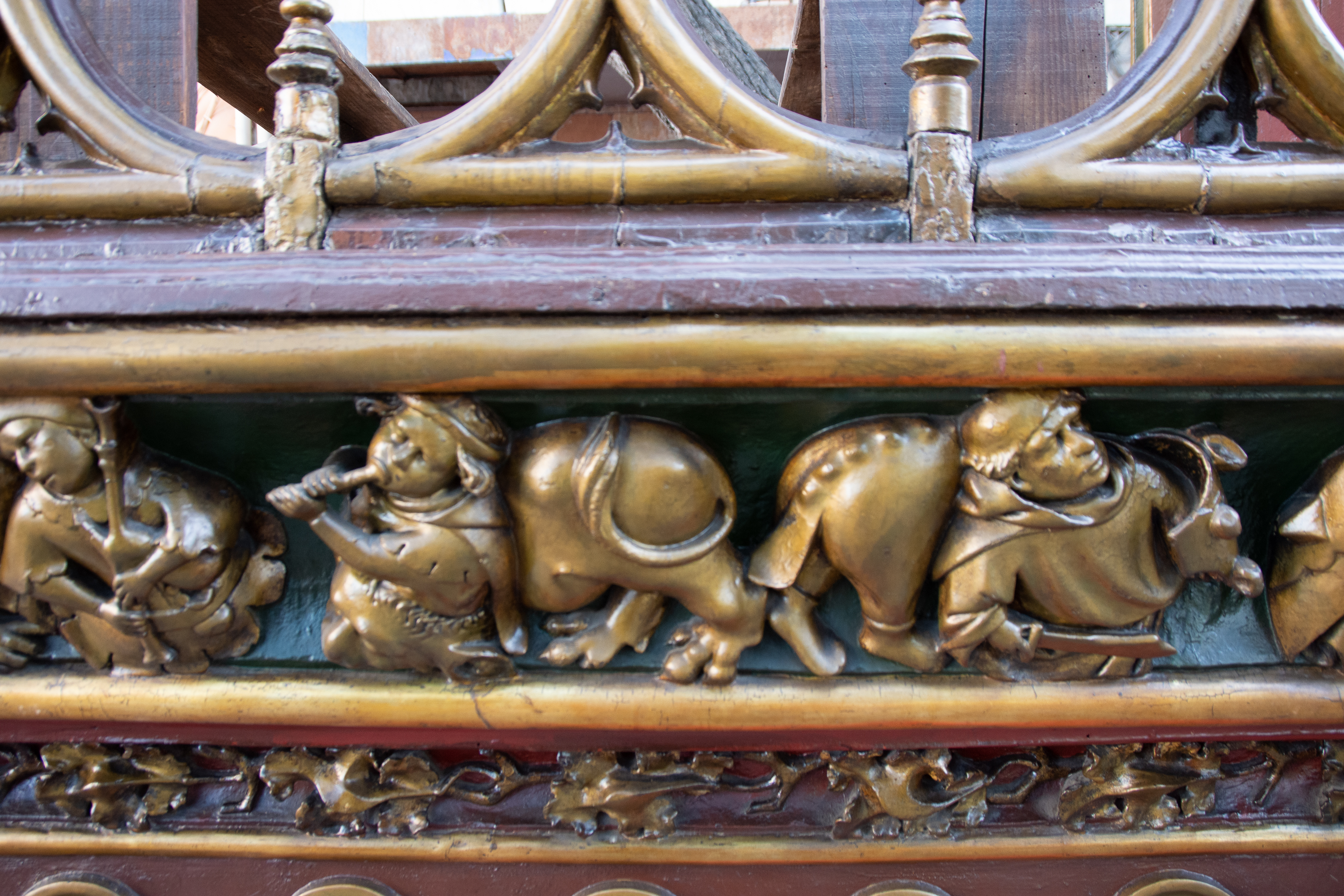
Detalle en que se aprecian los materiales empleados

En 1858, a los tres años de la construcción de la roca, Vicente Boix escribía que para su construcción se aprovechó una porción de adornos riquisísimos de madera, del siglo XV, que se encontraban perdidos en los sótanos de la vieja Casa de la Ciudad. Todas las esculturas con los mismos colores son obra de la citada época; sólo es nueva la estatua que corona la obra.
Luis Tramoyeres, en su obra de 1917 sobre los artesonados de la antigua Casa de la Villa, explica cómo la mayoría de éstos habían sido perdidos, probablemente vendidos como madera vieja, y señala que solo se conservaron las molduras y relieves, así como los ángeles que figuran en los cuatro ángulos del basamento de la roca.
La ciudad de Valencia está representada como una matrona sedente que lleva en la mano derecha una corona de laurel y un estandarte con un sol a la izquierda.